# Trojská lávka
Die Trojská lávka (tschechisch für Trojaer Fußgängerbrücke), auch Nová Trojská lávka (neue Trojaer Fußgängerbrücke), ist eine Fußgängerbrücke über die Moldau in Prag, welche die Kaiserinsel mit dem Stadtteil Troja verbindet. Die Brücke wurde ab November 2019 erbaut und am 23. Oktober 2020 eröffnet. Die Baukosten betrugen 150 Mio. CZK Sie ersetzte die 2017 eingestürzte Brücke Trojská lávka.
Die 256 m lange und 4 m breite Brücke kann auch von Radfahrern und in Notfällen von bis zu 3,5 t schweren Krankenwagen befahren werden. Sie ist auf eine Lebensdauer von 100 Jahren, aber nur für ein zwanzigjähriges Hochwasser ausgelegt. Bei größeren Hochwässern wird sie daher wie ihre Vorgängerin überschwemmt. Sie hat deshalb einklappbare Geländer, um zu verhindern, dass sich angeschwemmte Äste in ihnen verfangen.
Ihre 5 Stahlbeton-Pfeiler wurden auf Bohrpfählen gegründet. Der Überbau besteht aus einem durchlaufenden Stahlrohr mit einem Durchmesser von 91,4 cm, an das auskragende Träger angeschweißt sind, die zusammen mit je drei kleineren Längsrohren und den beiden äußeren Stahlrohren den Brückenbelag aus Azobé-Tropenholz und die Geländer tragen.